# Que sera mi vida (If You Should Go)
Que sera mi vida (If You Should Go), conosciuto anche come Que sera mi vida, è un singolo del gruppo musicale francese Gibson Brothers, pubblicato nel 1980 come estratto dall'album in studio Cuba.

## Video musicale
Il videoclip mostra il gruppo suonare in concerto.